# Племе
Племе (грч. φυλή / племе) је вишезначни појам, који у зависности од контекста употребе може означавати различите врсте људских заједница. У савременом друштву постоје две основне врсте племена. У прву групу спадају етничка племена, која припадају домородачком становништву у разним крајевима света и још увек се налазе на племенском степену друштвеног развоја. У другу групу спадају традиционална племена, која представљају део историјске баштине у многим савременим народима, односно нацијама. У историјском контексту, развој племена се може пратити од протоисторијског периода, када је дошло до постепеног обликовања првобитних племена и стварања племенских савеза, из којих су се потом развиле и прве државе. Кључним фактором за настанак првобитних племена сматра се појава земљорадње, чиме је започео процес везивања првобитних заједница за одређену територију, која је тиме постала основа за настанак територијализованог племена као шире заједнице. Иако је већ током старовековног, а потом и током средњовековног раздобља дошло до јачања државе у односу на племенске видове друштвеног организовања, специфичне историјске околности су у многим крајевима света омогућиле опстанак племенског уређења све до нововековног, а понегде и до савременог периода.
У историји српског народа, специфични облици племенског организовања су током раздобља турске власти опстали у областима (старе) Црне Горе, Брда и Херцеговине, а традиционална подела на племена у тим областима и данас преставља саставни део историјске баштине.

## Покушај свођења српског народа на степен племена
Крајем 19. и почетком 20. века, поједини идеолози југословенског покрета почели су да напуштају изворну југословенску, односно јужнословенску идеју, која се заснивала на концепту сарадње између јужнословенских народа, а уместо тога су почели да промовишу нову, интегралистичку тезу по којој Срби и Хрвати, а заједно са њима и Словенци, представљају јединствен народ, састављен од три племена: српског, хрватског и словеначког. Након стварања Краљевине СХС (1918), такве замисли су добиле нову политичку и државну димензију. Кључни искорак ка политичком дефинисању интегралног југословенства учињен је 1929. године, када је званични назив државе промењен у Краљевина Југославија. Од тог тренутка, интегралистичка политика је спровођена путем репресивног негирања народне посебности Срба, Хрвата и Словенаца, а сва три народа (српски, хрватски, словеначки), званично су проглашени пуким племенима у саставу јединствене југословенске нације. Таква политика је у Краљевини Југославији интензивно спровођена од увођења Шестојануарске диктатуре (1929), до погибије краља Александра (1934), након чега је запала у кризу, а потпуни слом је доживела у раздобљу између 1939. и 1941. године, чиме је окончан и покушај свођења српског народа на степен племена.

## Расправа о употреби
Појам и концепт племена је контроверзан међу антрополозима и другим академицима који су активни у друштвеним наукама. Термин племе био је уобичајен у области антропологије све до касних педесетих и шездесетих година двадесетог века, када су научници почели да преиспитују његову корисност. Године 1970, антрополог Џ. Клајд Мичел је писао:
Племе, дуго поштована аналитичка категорија у антропологији, у последње време је предмет преиспитивања антрополога ... Сумње о корисности племена као аналитичке категорије готово су сигурно настале из наглог укључивања људи, чак и у најудаљенијим деловима света, у политичке, економске и понекад директне друштвене односе с индустријским земљама. Сумње су, међутим, ултиматно засниване на дефиницији и значењу које различити научници придају појму „племена”, његовом придеву „племенски” и апстрактном облику „племенство”.
Пишући 2013. године, научник Матју Ортолева напомиње да је „попут речи индијанац, реч племе има конотације колонијализма.”
Став организације Survival International је: „Важно је направити разлику између племенског и аутохтоног јер племенски народи имају посебан статус признат у међународном праву, као и проблеме поред оних са којима се суочава шира категорија аутохтоних народа.”

## Класификација
Значајна дебата је пратила напоре да се дефинишу и карактеришу племена. У народној машти, племена одражавају примордијалну друштвену структуру из које су се развиле све наредне цивилизације и државе. Антрополог Елман Сервис је представио систем класификације за друштва у свим људским културама, заснован на еволуцији друштвене неједнакости и улози државе. Овај систем класификације садржи четири категорије:
- Бендови ловаца-сакупљача који су генерално егалитарни[10][11][12]
- Племенска друштва са неким ограниченим примерима друштвеног ранга и престижа
- Стратификована племенска друштва предвођена поглаварима (видети поглаварство)[13][14][15][16]
- Цивилизације, са сложеним друштвеним хијерархијама и организованим, институционалним владама

Племена се стога сматрају политичким јединицама формираним из организације породица (укључујући кланове и лозе) засноване на друштвеној или идеолошкој солидарности. Чланство у племену може се схватити као засновано на факторима као што су сродство („клан“), етничка припадност („раса“), језик, место становања, политичка група, верска уверења, усмена традиција и/или културна пракса.
Археолози настављају да истражују развој пред-државних племена. Садашња истраживања сугеришу да су племенске структуре представљале једну врсту прилагођавања ситуацијама које пружају обилне, али непредвидиве ресурсе. Такве структуре су се показале довољно флексибилним да координирају производњу и дистрибуцију хране у временима оскудице, без ограничавања или спутавања људи у временима вишка. Антрополог Мортон Фрид је 1967. тврдио да су групе организоване у племена како би се одупрле насиљу и експлоатацији раних краљевстава и држава. Он је писао:
У ствари, не постоји апсолутна потреба за племенском етапом како су је дефинисали Сахлинс и Сервис, нема потребе, то јест, да се таква фаза појави у транзиту од једног насеља са уграђеном политичком организацијом, ка комплексно структурираној држави. Такав развојни процес се могао одвијати унутар јединице коју можемо замислити као град-државу, такву јединицу као што је Јерихон могао постати у својим каснијим фазама ... трибализам се може посматрати као реакција на формирање сложене политичке структуре, а не као неопходна прелиминарна фаза у њеној еволуцији.

### Контроверзе и застарелост употребе
Термин „племе” био је у уобичајеној употреби у области антропологије до касних 1950-их и 1960-их. Континуирана употреба термина изазвала је контроверзу међу антрополозима и другим академицима активним у друштвеним наукама, при чему су научници антрополошких и етноисторијских истраживања довели у питање корисност концепта. Године 1970, антрополог Џ. Клајд Мичхел је написао:
Племе, дуго поштована категорија анализе у антропологији, недавно је било предмет неких испитивања од стране антрополога ... Сумње у корисност племена као аналитичке категорије готово су сигурно произашле из брзог укључивања народа, чак и у најудаљеније делове света, у политичком, економском и понекад директном друштвеном односу са индустријским нацијама. Сумње се, међутим, у крајњој линији заснивају на дефиницији и значењу које различити научници дају термину 'племе', његовом придеву 'племенски' и његовом апстрактном облику 'племенизам'.
Упркос томе што су границе чланства за племе концептуално једноставне, у стварности су често нејасне и подложне променама током времена. У својој студији из 1975. године, Појам племена, Фрид је навео бројне примере племена која су обухватала чланове који су говорили различите језике и практиковали различите ритуале, или који су делили језике и ритуале са припадницима других племена. Слично, дао је примере племена у којима су људи следили различите политичке вође или су следили исте вође као и припадници других племена. Закључио је да се племена уопштено одликују флуидним границама, хетерогеношћу и динамиком и да нису парохијална.
Део потешкоћа са термином је у томе што он настоји да изгради и примени заједнички концептуални оквир међу различитим културама и народима. Различити антрополози који проучавају различите народе стога доносе опречне закључке о природи, структури и пракси племена. Пишући о курдским народима, антрополог Мартин ван Бруинесен је тврдио, „изрази стандардне антрополошке употребе, 'племе', 'клан' и 'лоза' изгледају као лудачка кошуља која се лоше уклапа у друштвену стварност Курдистана".
Постоје даље негативне конотације појма „племе“ које су смањиле његову употребу. У писању 2013. године научник Метју Ортолева је приметио да је „као и реч Индијанац, реч племе има конотације колонијализма.“ Организација Међународно преживљавање каже „Важно је направити разлику између племенског и староседелачког, јер племенски има посебан статус признат у међународном праву, као и проблеме поред оних са којима се суочава шира категорија аутохтоних народа.“